# Gothensee und Thurbruch
Koordinaten: 53° 55′ 28″ N, 14° 7′ 34″ O

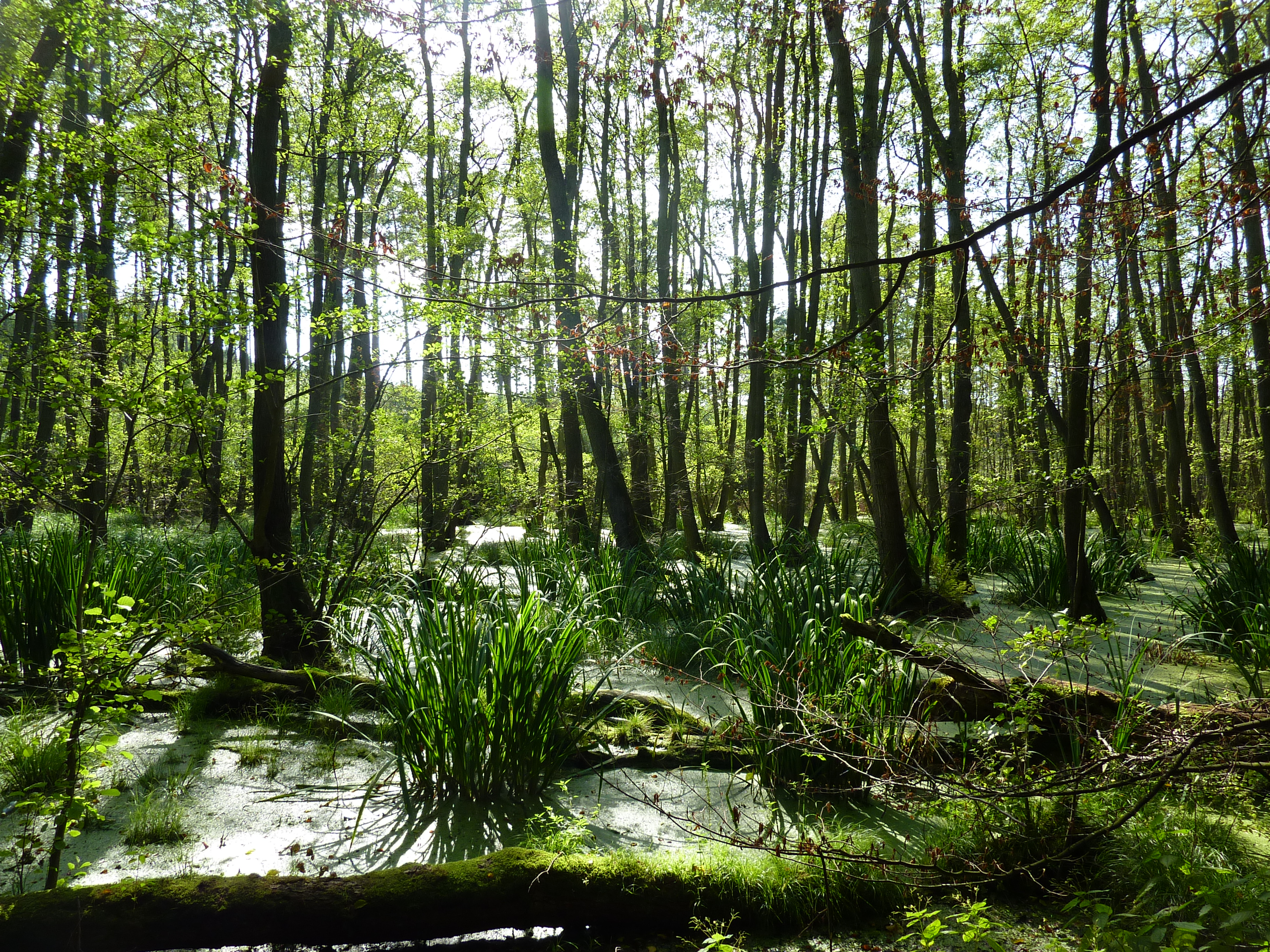
Naturschutzgebiet Gothensee und Thurbruch (September 2012)

Das Naturschutzgebiet Gothensee und Thurbruch liegt auf der Insel Usedom im Landkreis Vorpommern-Greifswald in Mecklenburg-Vorpommern.

## Geographie
Das Gebiet erstreckt sich nördlich, nordwestlich, westlich, südwestlich und südlich von Gothen, einem Ortsteil der Gemeinde Ostseebad Heringsdorf. Am nordwestlichen Rand des Gebietes verläuft die Kreisstraße 39 und am südlichen Rand die Kreisstraße 41. Nördlich des Gebietes verläuft die Landesstraße 266 und östlich die Ostseeküste. Östlich erstreckt sich der 47 Hektar große Wolgastsee, südöstlich das 375 Hektar große Naturschutzgebiet Zerninsee-Senke, westlich das 50 Hektar große Naturschutzgebiet Kleiner Krebssee und nordwestlich der 40 Hektar große Große Krebssee und der 503 Hektar große Schmollensee.

## Bedeutung
Das rund 808 Hektar große Gebiet steht seit 1967 unter der Kennung N 52 unter Naturschutz. Schutzzweck sind „Erhalt und Entwicklung eines heute eutrophen Flachsees mit angrenzenden Moorbereichen als Fortpflanzungs- und Nahrungshabitat seltener Insekten, Vögel und Säuger und die Wiedervernässung eines Hochmoores.“

## Flora und Fauna
Durch Torfdegradierung freigesetzte Nährstoffe gelangen in den See und führen zu den heute eutrophen Bedingungen mit nur wenigen Pflanzenarten.
Folgende Arten (Auswahl) sind im Schutzgebiet Gothensee und Thurbruch erfasst.

### Fauna
- Amphibien und Reptilien
  - Kreuzkröte (Epidalea calamita)
  - Kreuzotter (Vipera berus)
  - Ringelnatter (Natrix natrix)
  - Waldeidechse (Zootoca vivipara)
- Säugetiere
  - Europäischer Biber (Castor fiber)
  - Fischotter (Lutra lutra)
- Vögel
  - Rohrdommel (Botaurus stellaris)
  - Rohrweihe (Circus aeruginosus)

### Flora
- Ähriges Tausendblatt (Myriophyllum spicatum)
- Besenheide (Calluna vulgaris)
- Gagelstrauch (Myrica gale)
- Glocken-Heide (Erica tetralix)
- Kamm-Laichkraut (Stuckenia pectinata)
- Lungen-Enzian (Gentiana pneumonanthe)
- Sumpfporst (Rhododendron tomentosum)